# Чарльз Жане
Чарльз Жане (франц. [ʃaʁl ʒanɛ]; 15 червня 1849 — 7 лютого 1932) — французький інженер, директор компанії, винахідник і біолог. Він також відомий своєю версією періодичної таблиці хімічних елементів.

## Життя і творчість
Жанет закінчила паризьку École Centrale у 1872 році : 57  і кілька років працювала хіміком та інженером на кількох фабриках у Пюто (1872), Руані (1873–74) та Сент-Уані (1875–76).  Тоді він працював у Філіпа Альфонса Дюпона на Société A. Dupont & Cie, фабриці, яка виробляла кістяні ґудзики та тонкі пензлі. У листопаді 1877 року він одружився з Берте Марі Антонією Дюпон, дочкою власника, і працював там до кінця свого життя, знаходячи час для досліджень у різних галузях науки.
Колекція Джанет з 50 000 скам'янілостей та інших зразків була розпорошена після його смерті. Його дослідження морфології голів мурах, ос і бджіл, а також його мікрофотографії були надзвичайно якісними. Він також працював над біологією рослин і написав серію робіт про еволюцію. Він був винахідником і розробив більшу частину свого власного обладнання, включаючи формикарій, у якому колонія мурашок стає видимою, утворюючи між двома скляними панелями. У 1927 році він звернув увагу на періодичну таблицю і написав серію з шести статей французькою мовою, які були надруковані приватними особами і ніколи не були широко поширені. Його єдина стаття англійською мовою була погано відредагована і давала плутане уявлення про його мислення.

## Наукова робота
Паралельно з професійною діяльністю Жане в 1886 році почав навчання в Сорбонні. Він став членом Французького ентомологічного товариства та Французького зоологічного товариства. Першим у своєму класі він почав дисертацію про мурах і отримав ступінь доктора природничих наук у 1900 році. До закінчення навчання Французька академія наук регулярно публікувала його дослідження у своїх звітах і нагородила його премією Тора в 1896 році.  У 1899 році він був обраний президентом Французького зоологічного товариства. У 1900 році він удосконалив свої штучні гнізда і показав їх на Всесвітній виставці в Парижі  У 1909 році Французька академія наук присудила йому премію Кюв’є  за його роботи в галузі зоології.